# Безансон
Безансо́н (фр. Besançon, фр.: [bəzɑ̃sɔ̃] ( прослухати)) — місто та муніципалітет на сході Франції на річці Ду, адміністративний центр регіону Франш-Конте та департаменту Ду. Річковий порт. Населення — 115 879 осіб (2011).
Муніципалітет розташований на відстані близько 330 км на південний схід від Парижа.
Найбільший у Франції центр виробництва годинників. Автомобіле- і вагонобудування, виробництв штучного шовку. Університет.
Квартал міста Плануаз став відомий під час заворушень 2005 року.

## Історія
В давнину місто називалося Везонціо (Vesontio), воно було центром галльського племені секванів. 58 року до н. е. місто було взято Юлієм Цезарем. З IV століття відомі безансонські єпископи, які з часом стали архієпископами взяли управління містом у свої руки. Аж до 1654 року Безансон залишався вільним містом у складі Священної Римської імперії.

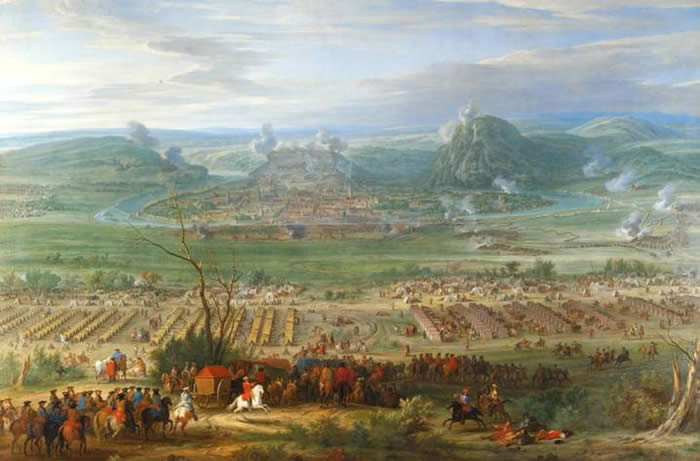
Облога Безансона Людовиком XIV 1674 року

Безансон зазнав розквіту при Габсбургах, коли один з місцевих жителів, кардинал Гранвела, заправляв зовнішньою політикою імперії. За підсумками Тридцятирічної війни перейшов до французів і за наказом Людовика XIV був ґрунтовно укріплений Вобаном. Будівництво грандіозної фортеці зайняло 30 років; 1814 року її обстріляли австрійці, проте в цілому творіння Вобана дійшло до наших днів у доброму стані.
1676 року сюди були переведені з Доль органи управління Франш-Конте. 1671 року в Безансон переїхав з Доль університет Франш-Конте, відкритий ще в XV столітті як «університет Двох Бургундій».
Наприкінці XVIII століття біженці з Швейцарії заклали основи годинникової промисловості Безансона. В XIX столітті місто вважалося доволі великим промисловим центром.
Тут народилися поет Віктор Гюго, соціалісти Фур'є і Прудон, а також брати Люм'єр. Стендаль помістив у Безансоні частину дії роману «Червоне та чорне».
У 1960-і роки забудовувався найбільш щільно заселений район сучасного міста — Плануаз.
У 1956—2015 роках муніципалітет перебував у складі регіону Франш-Конте. Від 1 січня 2016 року належить до нового об'єднаного регіону Бургундія-Франш-Конте.

## Визначні місця
- Безансонська фортеця, спроєктована Вобаном. До комплексу входить цитадель, міські мури та форт Гриффон. 2008 року ці укріплення було оголошено ЮНЕСКО пам'ятками світової спадщини разом з 11 іншими укріпленнями Вобана.
- Давньоримські руїни: Чорні ворота, амфітеатр, акведук, фрагменти античного мосту.
- Собор Сен-Жан будувався в XI—XIII ст., але був ґрунтовно перебудований в XVIII столітті.
- Особняк кардинала Гранвела (1534—1540)
- Музей часу.
- музей «Рух Опору у Франції та депортація» у цитаделі Вобана.
- Музей традицій Франш-Конте.
- Музей природознавства: зоопарк, акваріум, інсектарій, «мишаріум»[5], кліматологія.
- Бальнеологічний курорт
- Муніципальна бібліотека Безансона – одна з найбагатших бібліотек Франції.

## Демографія
Динаміка населення (Cassini ):
Розподіл населення за віком та статтю (2006):
| Стать | Всього | До 15 років | 15-24  | 25-44  | 45-64  | 65-85 | Понад 85 |
| --- | ------ | ----------- | ------ | ------ | ------ | ----- | -------- |
| Чоловіки | 55 064 | 9108        | 12 319 | 15 718 | 11 765 | 5551  | 603      |
| Жінки | 61 988 | 8341        | 13 436 | 15 499 | 13 895 | 9016  | 1801     |
| \| Статево-вікова піраміда \| Статево-вікова піраміда \| Статево-вікова піраміда \| \| ----------------------- \| ----------------------- \| ----------------------- \| \| Чоловіки \| Вік \| Жінки \| \| 603 \| 85 + \| 1801 \| \| 1055 \| 80-84 \| 2021 \| \| 1349 \| 75-79 \| 2323 \| \| 1554 \| 70-74 \| 2457 \| \| 1593 \| 65-69 \| 2215 \| \| 2069 \| 60-64 \| 2455 \| \| 2936 \| 55-59 \| 3769 \| \| 3338 \| 50-54 \| 3714 \| \| 3422 \| 45-49 \| 3957 \| \| 3067 \| 40-44 \| 3700 \| \| 3224 \| 35-39 \| 3383 \| \| 4199 \| 30-34 \| 3663 \| \| 5228 \| 25-29 \| 4753 \| \| 7422 \| 20-24 \| 7844 \| \| 4897 \| 15-20 \| 5592 \| \| 2961 \| 10-14 \| 2845 \| \| 2781 \| 5-9 \| 2529 \| \| 3366 \| 0-4 \| 2967 \| |        |             |        |        |        |       |          |
| Статево-вікова піраміда |        |             |        |        |        |       |          |
| Чоловіки | Вік    | Жінки       |        |        |        |       |          |
| 603 | 85 +   | 1801        |        |        |        |       |          |
| 1055 | 80-84  | 2021        |        |        |        |       |          |
| 1349 | 75-79  | 2323        |        |        |        |       |          |
| 1554 | 70-74  | 2457        |        |        |        |       |          |
| 1593 | 65-69  | 2215        |        |        |        |       |          |
| 2069 | 60-64  | 2455        |        |        |        |       |          |
| 2936 | 55-59  | 3769        |        |        |        |       |          |
| 3338 | 50-54  | 3714        |        |        |        |       |          |
| 3422 | 45-49  | 3957        |        |        |        |       |          |
| 3067 | 40-44  | 3700        |        |        |        |       |          |
| 3224 | 35-39  | 3383        |        |        |        |       |          |
| 4199 | 30-34  | 3663        |        |        |        |       |          |
| 5228 | 25-29  | 4753        |        |        |        |       |          |
| 7422 | 20-24  | 7844        |        |        |        |       |          |
| 4897 | 15-20  | 5592        |        |        |        |       |          |
| 2961 | 10-14  | 2845        |        |        |        |       |          |
| 2781 | 5-9    | 2529        |        |        |        |       |          |
| 3366 | 0-4    | 2967        |        |        |        |       |          |

## Економіка
2010 року серед 81 998 осіб працездатного віку (15—64 років) 55 115 були активними, 26 883 — неактивними (показник активності 67,2%, у 1999 році було 63,5%). З 55 115 активних мешканців працювало 46 570 осіб (23 268 чоловіків та 23 302 жінки), безробітними було 8545 (4672 чоловіки та 3873 жінки). Серед 26 883 неактивних 15 671 особа була учнем чи студентом, 5103 — пенсіонерами, 6109 були неактивними з інших причин.

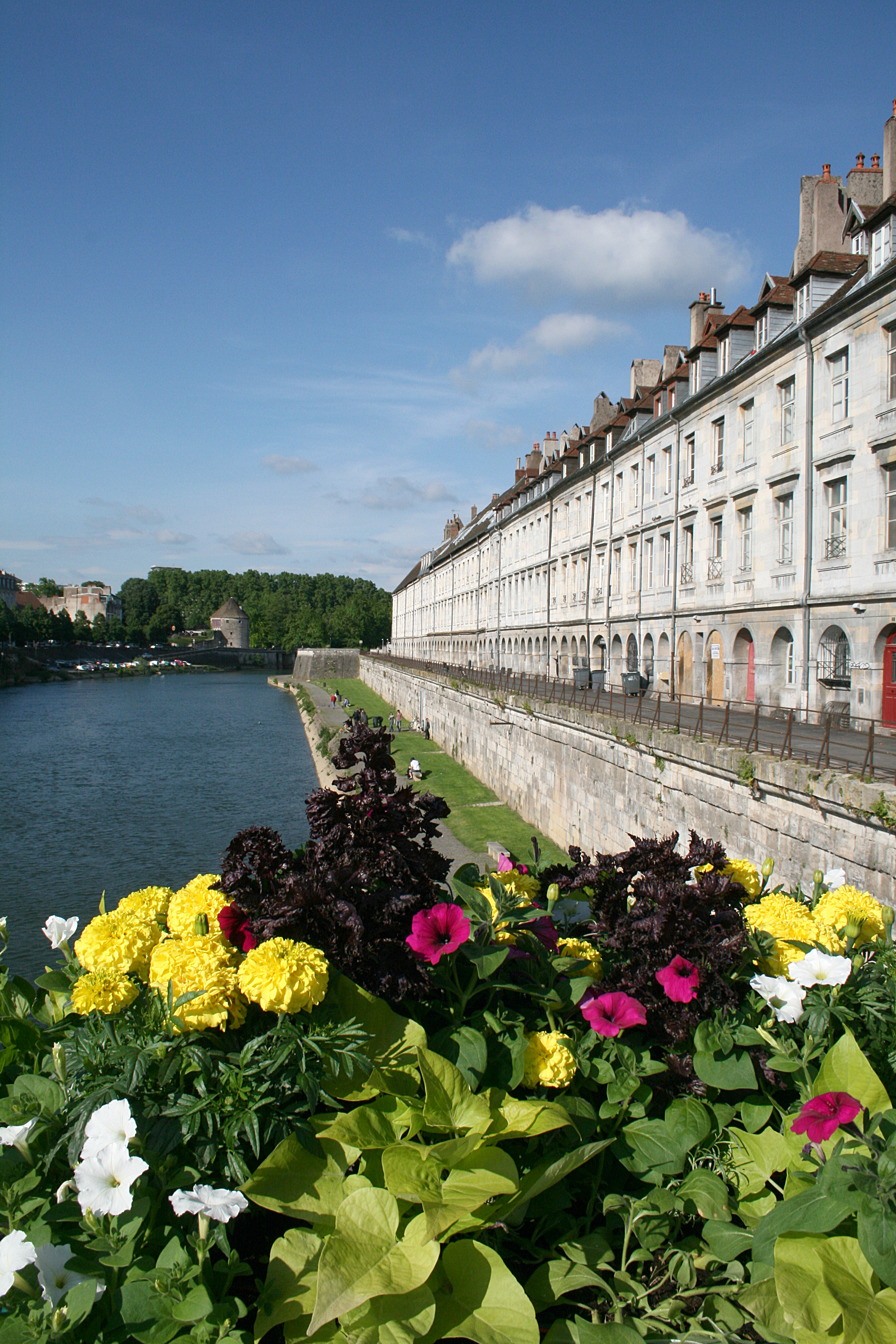
Ду (притока Сони) и Quai Vauban

У 2010 році в муніципалітеті налічувалось 51927 оподаткованих домогосподарств, у яких проживали 103883,0 особи, медіана доходів виносила 17 278 євро на одного особоспоживача.

## Транспорт
Наприкінці літа 2014 року в місті відкрилася трамвайна мережа загальною довжиною 14,5 км.

## Уродженці
- Віктор Гюґо
- Шарль Фур'є
- П'єр Жозеф Прудон
- Беа Джонсон

## Галерея зображень
|                  |  |                        |  |                      |
| Набережна Вобана |  | Дахи старого Безансона |  | Безансонська фортеця |